# Kommunistische Volkspartei der Türkei
Die Kommunistische Volkspartei der Türkei (türkisch Halkın Türkiye Komünist Partisi, kurz HTKP) war eine marxistisch-leninistische Partei in der Türkei. Sie wurde geleitet von Erkan Baş und Metin Çulhaoğlu, die Parteizeitung hieß İleri.
Ihre Parteimottos lautete: „Vorwärts für eine Sozialistische Republik!“ (Sosyalist Cumhuriyet için İleri!) sowie „Wenn das Geld ein Sultanat hat, hat das Volk die TKP“ (Paranın saltanatı varsa Halkın TKP'si var!).
Die Kommunistische Volkspartei der Türkei entstand nach der einvernehmlichen Spaltung der Kommunistischen Partei der Türkei (TKP) vom 13. bis zum 15. Juli 2014. Die zweite Abspaltung neben der Kommunistischen Volkspartei war die Kommunistische Partei (KP). Beide Parteien lösten sich 2017 auf und vereinigten wieder sich in der reaktivierten TKP.